# Natriumaluminiumhydride
Natriumaluminiumhydride is een anorganische ionaire verbinding van natrium, aluminium en waterstof, met als brutoformule NaAlH4. De stof komt voor als hygroscopische en corrosieve witte kristallen, die hevig reageren met water. Hierbij komen onder meer natriumhydroxide en waterstofgas vrij:
{\displaystyle {\ce {NaAlH4 + 4H2O -> NaOH + Al(OH)3 + 4H2}}}
Natriumaluminiumhydride is verwant met lithiumaluminiumhydride, een veelgebruikte reductor in zowel organisch als anorganische chemie. Natriumaluminiumhydride heeft daarom vergelijkbare eigenschappen. Het is een licht ontvlambare stof, maar niet reactief in droge lucht en bij kamertemperatuur.

## Synthese
Natriumaluminiumhydride kan bereid worden uit reactie van metallisch natrium, aluminium en waterstofgas onder hoge druk en temperatuur:
{\displaystyle {\ce {Na + Al + 2H2 -> NaAlH4}}}
Het kan ook uit lithiumaluminiumhydride bereid worden, door een metathesereactie met natriumhydride in THF:
{\displaystyle {\ce {LiAlH4 + NaH -> NaAlH4 + LiH}}}

## Toepassingen
Net zoals lithiumaluminiumhydride is natriumaluminiumhydride een sterke reductor, waarvan de werking gelijkaardig is met die van di-isobutylaluminiumhydride (DIBAL). Doordat de grote substituenten ontbreken is natriumaluminiumhydride minder selectief dan DIBAL. Natrium is ook minder elektronegatief dan lithium, waardoor NAH een grotere reactiviteit heeft.